# Гірахіус
Гірахіус (Hyrachyus) — викопний рід непарнокопитних ссавців монотипової родини Hyrachyidae, що існував в еоцені у північній півкулі. Це були тварини середнього розміру, вони досягали розмірів вовка і жили у тропічних та субтропічних лісах поблизу води. Є спірним, систематичне положення гірахіуса. Деякі дослідники бачать тварину біля основи еволюції носорогів, інші — тапірів.

## Опис

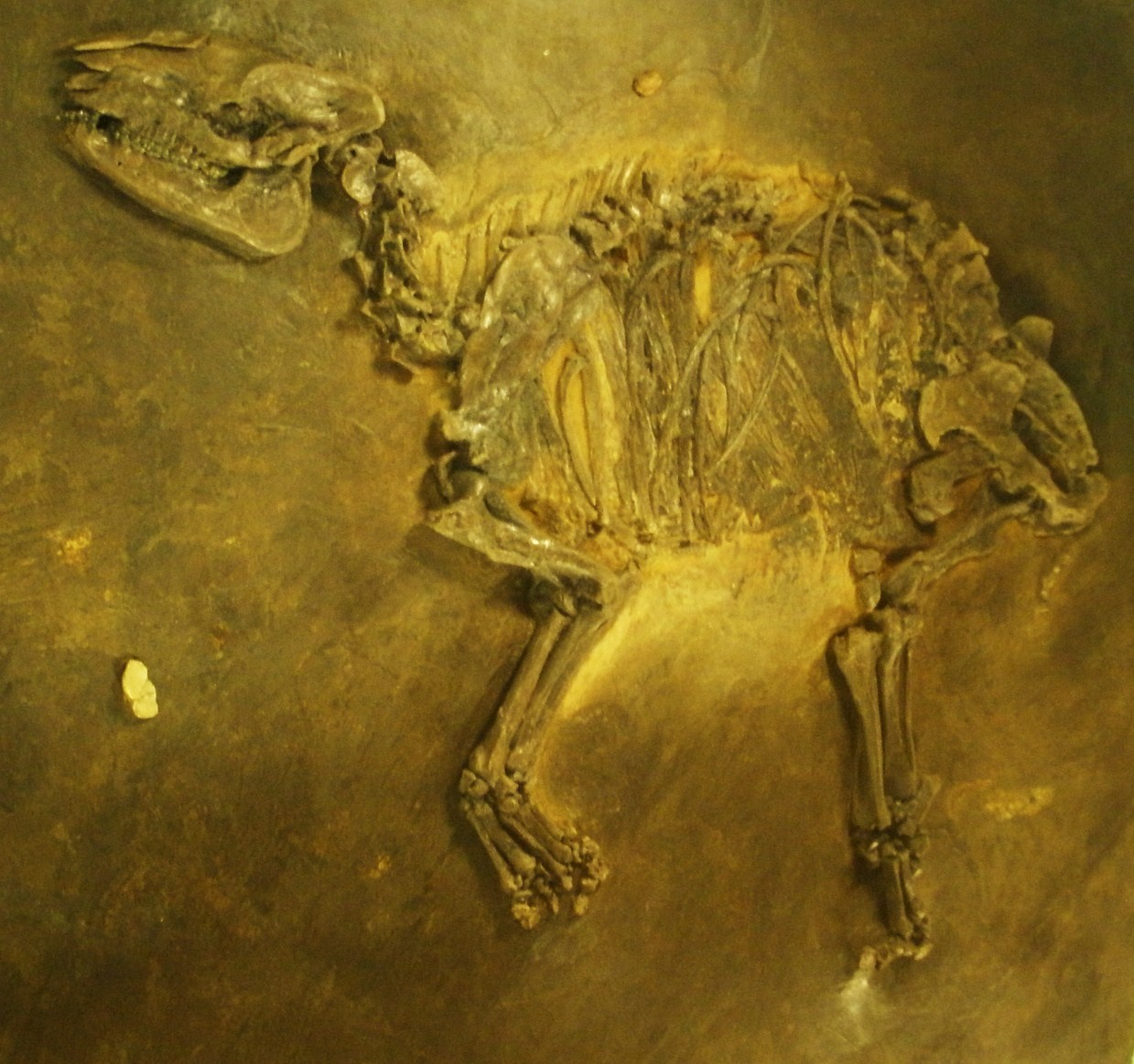
Скам'янілість

Гірахіуси досягали півтора метра в довжину і важили 45—90 кг. Його розміри розцінюються палеонтологами як середні. Це була виключно рослиноїдні істоти. Жили в тропічних і субтропічних лісах і болотах, заплавах або на берегах озер. Статевий диморфізм полягав у різних розмірах самців та самиць.

## Скам'янілості
Численні викопні рештки знайдені у Північній Америці та Євразії. Відомо близько 150 решток, у тому числі й повні скелети. Скам'янілості виявлені у Китаї, Японії, Німеччині, Великій Британії, Франції, Іспанії, Ямайці та США.

## Види
- Hyrachyus affinis
- Hyrachyus bicornutus
- Hyrachyus douglassi
- Hyrachyus eximius
- Hyrachyus implicatus
- Hyrachyus minimus
- Hyrachyus modestus
- Hyrachyus singularis